# Louise Quinn
Louise Quinn (Blessington, 17 giugno 1990) è una calciatrice irlandese, difensore del Birmingham City e della nazionale irlandese.

## Carriera

### Club
Quinn inizia a giocare con i maschietti nelle formazioni giovanili prima del Blessington Boys, per passare in seguito al Lakeside di Wicklow prima di trasferirsi, nel 2004, al Peamount United, club di Newcastle, Contea di South Dublin, nei pressi della capitale Dublino.
Quinn si lega alla società per la gran parte della sua iniziale carriera, giocando in Dublin Women's Soccer League, l'allora denominazione del livello di vertice del campionato irlandese femminile di calcio, con il Peamount United che nel campionato 2005 arriva ad un solo punto dalla capolista UCD Waves, prestazione bissata con il secondo posto in classifica anche nel 2006, e sempre nella stagione 2005 raggiunge la finale della FAI Women's Cup, persa per 1-0 con le avversarie del Dundalk City.
Le prestazioni di Quinn le fanno rapidamente guadagnare la fiducia nei tecnici della squadra; nel 2008 affronta, al Richmond Park, con la fascia di capitano la sua seconda FAI Women's Cup, dove nuovamente il Peamount United non riesce a conquistare il trofeo, vinto dalle avversarie del St. Francis con il risultato di 2-1
Il 2010 è per il Peamount United la stagione con le maggiori soddisfazioni sportive, aggiudicandosi il treble Dublin Women's Soccer League, DWSL Premier Cup e FAI Women's Cup., quest'ultima ottenuta battendo in finale per 4-2 il Salthill Devon., tuttavia Quinn perde questa occasione in quanto stava svolgendo un tirocinio negli Stati Uniti d'America.

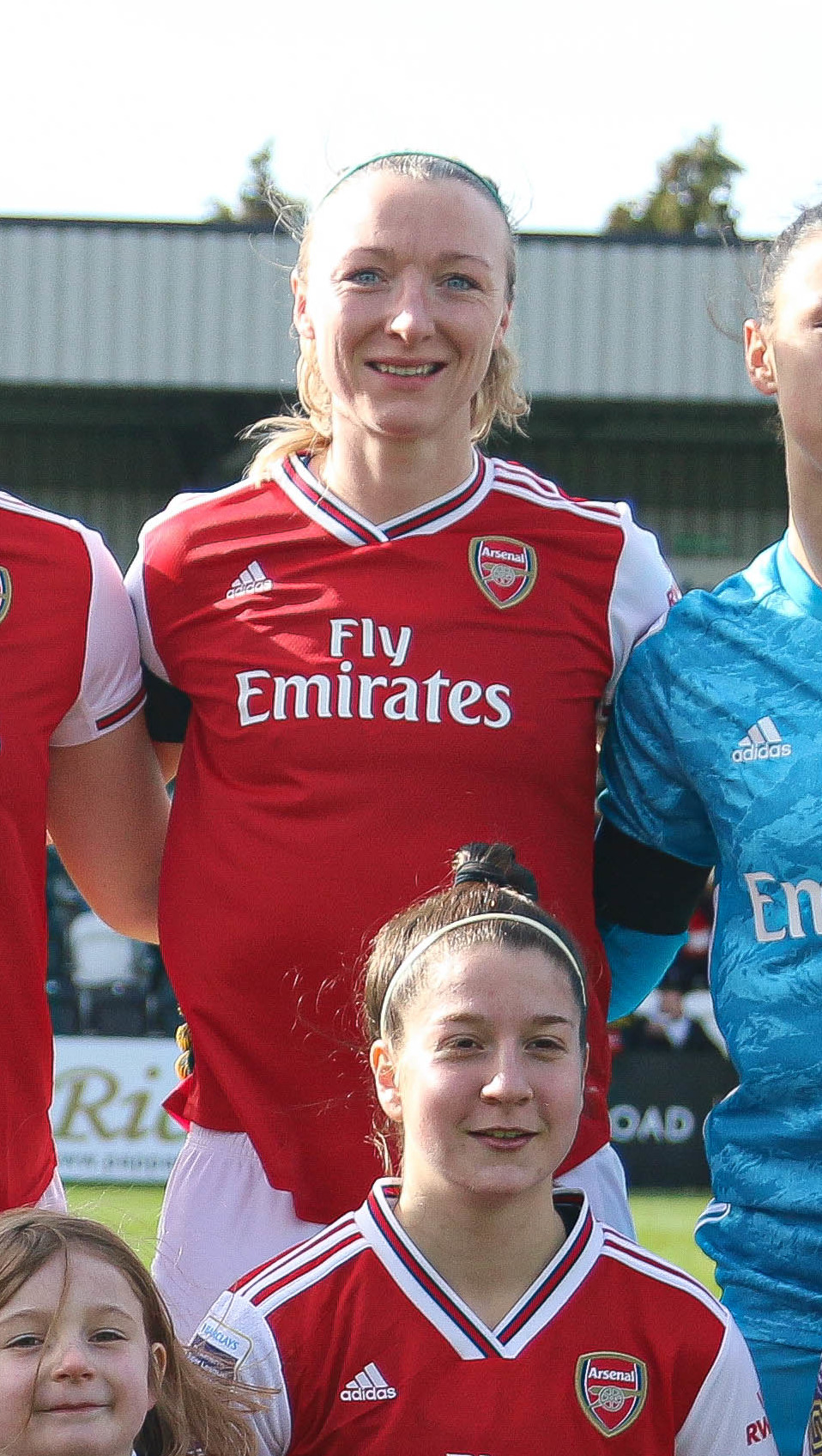
Quinn con la maglia dell' nel febbraio 2020.

Grazie a questo successo il Peamount ottiene l'accesso alla UEFA Women's Champions League dove, in occasione dei preliminari della stagione 2011-2012, nell'agosto 2011 Quinn sigla una tripletta nella vittoria per 7-0 sulle campionesse slovene del Krka.
Nel gennaio 2013 Quinn coglie l'occasione per giocare il suo primo campionato estero, siglando un contratto con il Eskilstuna United, squadra che affronta l'Elitettan, secondo livello del campionato svedese. Alla sua prima stagione condivide con le compagne la prima posizione in classifica della sua squadra e la conseguente promozione in Damallsvenskan, e nelle due successive la squadra si rivela una delle outsider, conquistando un'agevole salvezza grazie al settimo posto in classifica nel campionato 2014, e insidiando la prima posizione al Rosengård in quello successivo, con il tecnico Viktor Eriksson che ritiene Quinn una dei migliori difensori del campionato svedese. Nel campionato 2016 Quinn, che veste la fascia di capitano, scende in campo in tutti gli incontri della sua squadra, giocando anche tutti i quattro incontri di Champions League della stagione 2016-2017, dove l'Eskilstuna United giunge agli ottavi di finale prima di essere eliminato dalle tedesche del Wolfsburg, tuttavia dopo questi impegni internazionali decide di lasciare la squadra nel novembre 2016.
Nel mese di gennaio 2017 Quinn venne chiamata dallo Jena per sostenere un provino, ma non si concretizzò alcun accordo con il club tedesco. Il 15 febbraio successivo Quinn trovò un accordo con il Notts County, trasferendosi nel Regno Unito. Tuttavia, due giorni prima dell'inizio del campionato di FA WSL 1 il Notts County sciolse la sua sezione femminile a causa di problemi economici e si ritirò dal campionato, lasciando svincolate tutte le calciatrici della rosa.
Il 3 maggio 2017 Quinn siglò un accordo con l'Arsenal per disputare la stagione 2017, contratto che venne poi rinnovato nel maggio 2019. Negli anni all'Arsenal ha svolto un ruolo chiave nella vittoria della FA WSL Continental Cup 2017 e del campionato 2018-2019, nonché nel raggiungimento della finale di FA Cup 2018.
Durante la sessione di calciomercato estivo 2020 si trasferisce nuovamente all'estero, sottoscrivendo un contratto con la Fiorentina per giocare dalla stagione entrante nel campionato italiano per la prima volta in carriera. Impiegata dal tecnico Antonio Cincotta fin dalla 1ª giornata di campionato, fa il suo esordio in Serie A il 22 agosto 2020, nell'incontro casalingo vinto per 4-0 sull'Inter. Alla 5ª giornata un suo fallo, con conseguente espulsione, al 13' al limite dell'area su Barbara Bonansea è determinante nell'evoluzione dello scontro diretto con la capolista Juventus nella corsa al titolo, costringendo le compagne all'inferiorità numerica per quasi tutta la partita che si conclude con il risultato di 4-0 per le bianconere. Tre giornate più tardi, il 14 novembre 2020, segna in trasferta la sua prima rete con la maglia viola, quella che all'8' apre le marcature con la Pink Sport Time, incontro poi concluso 2-0 per la squadra ospite.
Dopo una sola stagione alla Fiorentina, si è trasferita al Birmingham City in Inghilterra.

### Nazionale
Quinn viene convocata dalla federazione calcistica dell'Irlanda (FAI) inizialmente per vestire le maglie delle formazioni giovanili Under-17, dove colleziona 5 presenze, e Under-19, con la quale nelle 25 presenze giocate nelle qualificazioni agli Europei di Islanda 2007, Francia 2008 e Bielorussia 2009 indossa anche la fascia di capitano
Chiamata dal commissario tecnico Noel King, il debutto nella nazionale maggiore avviene nel febbraio 2008, quando sostituisce Niamh Fahey nell'ultimo minuto dell'amichevole giocata al John Hyland Park di Baldonnel, Dublino, incontro vinto 4-1 con le avversarie della Polonia. Nell'ottobre di quello stesso anno Quinn viene inserita nella rosa delle 22 convocate nel doppio incontro di play-off al termine delle qualificazioni all'Europeo di Finlandia 2009, senza tuttavia venire impiegata. Dopo una serie di incontri dove parte dalla panchina, Quinn inizia ad essere convocata regolarmente, giocando con sempre maggiore autorevolezza al centro della difesa irlandese e aggiudicandosi una nomination come FAI Senior Women's International Player of the Year nel 2013. Da allora ha disputato le qualificazioni agli europei di Svezia 2013, Paesi Bassi 2017 e Inghilterra 2022, oltre che a quelle ai Mondiali di Canada 2015 e Francia 2019, senza tuttavia accedere mai alla fase finale.
Il 14 novembre 2022, in occasione della programmata amichevole con il Marocco, raggiunge il prestigioso traguardo delle 100 presenze in nazionale, aggiungendosi alla lista del Centurion Club dopo Emma Byrne, Áine O'Gorman, Ciara Grant e Niamh Fahey.

## Statistiche

### Presenze e reti nei club
Aggiornato al 23 maggio 2021.
| Stagione                 | Squadra                  | Campionato               | Campionato | Campionato | Coppe nazionali | Coppe nazionali | Coppe nazionali | Coppe continentali | Coppe continentali | Coppe continentali | Altre coppe | Altre coppe | Altre coppe | Totale | Totale |
| Stagione                 | Squadra                  | Comp                     | Pres       | Reti       | Comp            | Pres            | Reti            | Comp               | Pres               | Reti               | Comp        | Pres        | Reti        | Pres   | Reti   |
| ------------------------ | ------------------------ | ------------------------ | ---------- | ---------- | --------------- | --------------- | --------------- | ------------------ | ------------------ | ------------------ | ----------- | ----------- | ----------- | ------ | ------ |
| 2013                     | Eskilstuna United        | EL                       | 25         | 5          | CS              | 1               | 0               | -                  | -                  | -                  | -           | -           | -           | 26     | 5      |
| 2014                     | Eskilstuna United        | DS                       | 21         | 1          | CS              | 2               | 0               | -                  | -                  | -                  | -           | -           | -           | 23     | 1      |
| 2015                     | Eskilstuna United        | DS                       | 22         | 2          | CS              | 4               | 0               | -                  | -                  | -                  | -           | -           | -           | 26     | 2      |
| 2016                     | Eskilstuna United        | DS                       | 22         | 5          | CS              | 1               | 0               | UWCL               | 4                  | 0                  | -           | -           | -           | 27     | 5      |
| Totale Eskilstuna United | Totale Eskilstuna United | Totale Eskilstuna United | 90         | 13         | -               | 8               | 0               | -                  | 4                  | 0                  | -           |             | -           | 102    | 13     |
| 2017                     | Arsenal                  | SL                       | 5          | 3          | CI              | 0               | 0               | -                  | -                  | -                  | -           | -           | -           | 9      | 0      |
| 2017-2018                | Arsenal                  | SL                       | 16         | 1          | CI              | 6               | 1               | -                  | -                  | -                  | -           | -           | -           | 22     | 2      |
| 2018-2019                | Arsenal                  | SL                       | 19         | 1          | CI              | 6               | 0               | -                  | -                  | -                  | -           | -           | -           | 25     | 1      |
| 2019-2020                | Arsenal                  | SL                       | 6          | 0          | CI              | 6               | 1               | UWCL               | 3                  | 0                  | -           | -           | -           | 15     | 1      |
| Totale Arsenal           | Totale Arsenal           | Totale Arsenal           | 46         | 5          | -               | 18              | 2               | -                  | 3                  | 0                  | -           | -           | -           | 67     | 7      |
| 2020-2021                | Fiorentina               | A                        | 20         | 3          | CI              | 4               | 1               | UWCL               | 4                  | 1                  | SI          | 2           | 1           | 30     | 6      |
| 2021-2022                | Birmingham City          | WSL                      | 22         | 5          | CI              | 3               | 1               | -                  | -                  | -                  | WLC         | 3           | 0           | 28     | 6      |
| 2022-2023                | Birmingham City          | WC                       | 22         | 5          | CI              | 3               | 0               | -                  | -                  | -                  | WLC         | 3           | 0           | 28     | 5      |
| 2023-2024                | Birmingham City          | WSL                      | 17         | 1          | CI              | 1               | 0               | -                  | -                  | -                  | WLC         | 2           | 0           | 20     | 1      |
| 2024-2025                | Birmingham City          | WSL                      | -          | -          | CI              | -               | -               | -                  | -                  | -                  | WLC         | -           | -           | -      | -      |
| Totale Birmingham City   | Totale Birmingham City   | Totale Birmingham City   | 61         | 11         | -               | 7               | 1               | -                  | -                  | -                  | -           | 8           | 0           | 76     | 12     |
| Totale carriera          | Totale carriera          | Totale carriera          | 217        | 32         | -               | 37              | 4               | -                  | 11                 | 1                  | -           | 10          | 1           | 275    | 38     |

## Palmarès

### Club
- Campionato inglese: 1

Arsenal: 2018-2019
- Campionato irlandese: 1

Peamount United: 2011-2012
- Coppa d'Irlanda femminile: 1

Peamount United: 2010
- Women's National League Cup: 1

Peamount United: 2011-2012
- Campionato svedese di seconda divisione: 1

Eskilstuna United: 2013